# Hilmar Cecco
Hilmar Cecco (Bingen, 1937 – Modena, 12 mei 1961) was een Duits motorcoureur die ook optrad als bakkenist in de zijspanrace.
Cecco begon zijn zijspancarrière al toen hij zeventien jaar oud was. In 1956 was hij bakkenist van Edgar Strub. In de laatste twee races van 1957 verving hij Julius Galliker in het zijspan van Florian Camathias. De combinatie Camathias/Galliker/Cecco werd derde in het wereldkampioenschap van 1958.
In 1959 bleef de eindstand gelijk, maar Camathias/Cecco wonnen naast Assen nu ook de GP van Duitsland. De concurrentie werd echter steeds groter, terwijl BMW door financiële problemen de fabrieksondersteuning terugschroefde. Nieuwe concurrenten waren Scheidegger/Burkhardt, Edgar Strub (die met drie verschillende bakkenisten had gereden), Fath/Wohlgemuth, Deubel/Höhler en eigenlijk ook Pip Harris, die van Norton was overgestapt op BMW. Na dit seizoen viel het duo Camathias/Cecco uit elkaar. Hilmar Cecco wilde nog steeds zijn soloraces rijden, maar Florian Camathias wilde dat hij zich uitsluitend concentreerde op het zijspanracen. Uiteindelijk vertrok Cecco om bakkenist te worden bij Strub.
Daarmee was een ingespeeld duo verloren gegaan en Camathias moest zich in 1960 behelpen met drie verschillende bakkenisten: De Brit John Chisnell, de Duitser Roland Föll en de Zwitser Gottfried Rüfenacht. Met Strub eindigde Cecco als vijfde in het kampioenschap.
In de winter van 1960-1961 hadden Florian Camathias en Hilmar Cecco hun meningsverschillen uitgesproken en ze zouden samen weer een team gaan vormen. Het mocht echter niet zo zijn, want 1961 werd een echt rampjaar voor de zijspanklasse. Bij een internationale wedstrijd voor aanvang van het WK-seizoen in Modena kregen ze een zwaar ongeluk. Aanvankelijk leken de gevolgen te overzien, maar de volgende dag bleek dat Hilmar Cecco in de nacht was overleden. Florian Camathias kwam pas in 1962 weer aan de start in het wereldkampioenschap.

## Doodsoorzaak?
Bronnen spreken elkaar tegen over de oorzaak van het overlijden van Hilmar Cecco. Volgens eggerdorfer.info overleed hij door interne bloedingen als gevolg van een gescheurde milt, volgens findagrave.com overleed hij door hoofdletsel.